# Исторически музей (Дупница)
Историческият музей в Дупница е създаден на 8 май 1992 г. Помещава се в сградата на бившия Младежки дом.
Музеят поддържа фонд от 8400 музейни единици, включващи както движими паметници на културата, така и музейни експонати. Поддържа основна (непостоянна) експозиция в Младежкия дом, има такава в Етнографския музей (къщата музей „Станке Димитров – Марек“) и в Художествената галерия.

## История
Музейното дело в града започва още през 1911 г. с Археологическо дружество „Царичина“, създадено от малка група любители на историята на града. Неговата сбирка по-късно преминава към читалището.
През 1954 г. е открита Къщата музей „Станке Димитров – Марек“, в която се съхранява малка част от съхранените дотогава материали на археологическото дружество. С това се поставя началото на обособяването на фонда на Историческия музей в Дупница. Къщата музей „Васил Демиревски – Жельо“ е открита през 1984 г.
Настоящият музей е създаден на 8 май 1992 година с Решение № 93 на ОбС в Дупница и съгласувано с Колегиума на Министерството на културата. Сформирани са 4 специализирани отдела – „Археология“, „Етнография“, „История на България ХV – ХІХ век“, „Нова и най-нова история“.
С Решение № 48/23.12.1999 г. на ОбС в Дупница музеят е настанен в бившия Младежки дом с перспектива за ремонт и изграждане на експозиция.

## Фондове
Музеят наследява фондовете на закритите къщи – музеи „Станке Димитров – Марек“ и „Васил Демиревски – Жельо“, тясно специализирани в комплектуването на документи и артефакти, свързани с работническото и антифашистко движение. Към момента движимите културни ценности, вписани във фонда на музея, са повече от 8400 броя музейни единици от основния и научно-спомагателния фонд, които имат значение за изследователската, експозиционна и популяризаторска дейност.
Разполага с голяма колекция от документи, фотографии, негативи и периодика от ново и най-ново време, свързани с историята и културата на Дупница и района. Интересна е и етнографската сбирка от облекла, предмети на занаятите, накити, отразяващи бита и поминъка на населението от различните етнически групи, живели там. Други сбирки са: колекция от старопечатни книги, нумизматична сбирка, колекция от кръстове, енколпиони и предмети с изображения на кръст, както и археологически фонд, в който са включени артефакти, открити през последните сезони при археологическите проучвания на късно-античната Дупнишка крепост на хълма Кулата и на раннохристиянската базилика при църквата „Св. Спас“ в с. Червен брег.

## Сграда
Заместник-кметът по хуманитарни дейности на град Дупница прави постъпки сградата на историческия музей да бъде обявена за паметник на културата. Според него Младежкият дом е сред първите сгради на Балканския полуостров, изградена с вантова конструкция.

## Проекти
През 2018 г. музеят печели финансиране по своя проект „Да везем като баба! Възраждане на дупнишката шевица.“ от Национален фонд „Култура“ по модул „Културно наследство“. Проектът е с продължителност 1 година. Целта му е да възроди знанията и уменията за дупнишката шевица като част от украсата на традиционния женски костюм в Дупница. Изследователската работа се извършва съвместно със специалисти от Института за етнология и фолклористика с Етнографски музей при БАН.